# Siège du château de Toda
Le siège du château de Toda (月山富田城の戦い, Gassan Toda-jō no Tatakai) est une bataille menée au cours de l'époque Sengoku (XVIe siècle) de l'histoire du Japon.
Le siège du château est dirigé personnellement par Ōuchi Yoshitaka contre le château de Gassantoda situé dans la province d'Izumo, contrôlée par Amago Haruhisa. Après un siège longue et durement combattu, Haruhisa remporte la victoire. Yoshitaka, qui a échoué dans sa tentative, se retire à Yamaguchi où il s'adonne de plus en plus aux plaisirs, jusqu'à être même déposé par son vassal, Sue Harukata.

## Source de la traduction
- (en) Cet article est partiellement ou en totalité issu de l’article de Wikipédia en anglais intitulé « Siege of Toda Castle » (voir la liste des auteurs).